# Skrynkelkaktussläktet
Skrynkelkaktussläktet (Stenocactus) är ett suckulent växtsläkte inom familjen kaktusväxter. 

## Beskrivning
Skrynkelkaktussläktet är småväxta, klotformade eller korta och cylindriska. De är solitära eller klungbildande, med undantag av en enda art. Grå skrynkelkaktus har ett stort antal smala och vågiga åsar. Antalet åsar varierar avsevärt, och Blek skrynkelkaktus har så många som 120. Areolerna med sina taggsamlingar sitter ganska långt från varandra på åsarna. De radiära taggarna är fina och de få centrala är i regel tillplattade och tryckta mot plantan. Blommorna, som sällan blir mer än 2,5 centimeter i diameter, varierar i färg från vitt eller gult till rosa. Ofta har varje kronblad en mörkare mittlinje. Frukterna är mycket små, med pappersliknande fjäll på utsidan.

## Förekomst
Dessa växter hör huvudsakligen hemma i de östra delarna av Mexiko, speciellt gäller detta staterna Hidalgo och Zacatecas. De växer alltid i partiell skugga, under buskar, eller ibland nästan osynliga bland gräs.